# Гранкін Іван Андрійович
Гранкін Іван Андрійович (нар. 6 лютого 1889, Миколаїв — пом. 18 січня 1971, Київ) — український актор, Заслужений артист України (1951).
В 1911—1914 рр. керівник російської драматичної трупи у Літньому театрі м. Миколаєва. Крім Миколаєва виступав на театральних сценах Житомира, Харкова, Херсона та ін. З 1940 артист Херсонського українського музично-драматичного театру; ролі у виставах («Украдене щастя»). У 1920-х знявся у низці художніх стрічок Одеської кінофабрики.

## Фільмографія
| фільм                | рік  | роль     |
| -------------------- | ---- | -------- |
| Підозрілий багаж     | 1926 | Химченко |
| Непереможені         | 1927 | Пауль    |
| Цемент               | 1927 | Клейст   |
| Сорочинський ярмарок | 1927 | Мина     |
| В заметах            | 1928 | Бутович  |